# Szymanów (Środa Śląska)
Pour les articles homonymes, voir Szymanów.
Szymanów est une localité polonaise de la gmina de Malczyce, située dans le powiat de Środa Śląska en voïvodie de Basse-Silésie.